# جامعه زیستی
با فراجمعیت اشتباه نشود.

یک بوم‌سازگان آبی و یک شبکه تغذیه‌ای در خشکی.

مجموعهٔ موجودات زنده‌ای که در ارتباط نزدیک با یکدیگر یک واحد بوم‌شناختی طبیعی را تشکیل می‌دهند جامعه زیستی یا اصطلاحاً زی‌سازند (Biocoenosis) می‌گویند. به همین منوال، مجموعهٔ میکروارگانیسم‌هایی که در یک اکوسیستم زندگی می‌کنند نیز ریززی‌سازند (microbiocoenosis) نامیده می‌شوند.
منظور از زی‌سازند گروهی از ارگانیسم‌ها یا جانوران است که بسیار نزدیک به هم زندگی کرده‌اند و یک واحد زیست‌بومی طبیعی را تشکیل داده‌اند. بین بعضی از افراد موجودات یک زی‌سازند روابط متقابل وجود دارد ولی این روابط بین همه افراد یک زی‌سازند وجود ندارد. اصطلاح بیوسنوز اولین بار توسط جانورشناس آلمانی مولیوس در سال ۱۸۷۷ معرفی و تعریف شد.
پهنه‌ای زیستی که امکان ایجاد یک زی‌سازند را به گروهی از موجودات جانوری یا گیاهی بدهد، زی‌جا Biotope نامیده می‌شود. زی‌سازند و زی‌جا به همراه هم تشکیل یک بوم‌سازگان ecosystem را می‌دهند.
مجموعهٔ گیاهان و جانورانی که در یک منطقه و در دوره‌ای معین در کنار هم زندگی می‌کنند نیز اصطلاحاً زیواگان biota نام می‌گیرند.